# 尼辛德·卡蒙多博物館
尼辛德·卡蒙多博物館（法語：Musée Nissim de Camondo）是位於法國首都巴黎第8區的一個博物館。博物館所在的建築修建於1911年，曾是一座豪宅，現在改建為博物館對公眾開放。

## 外部連結

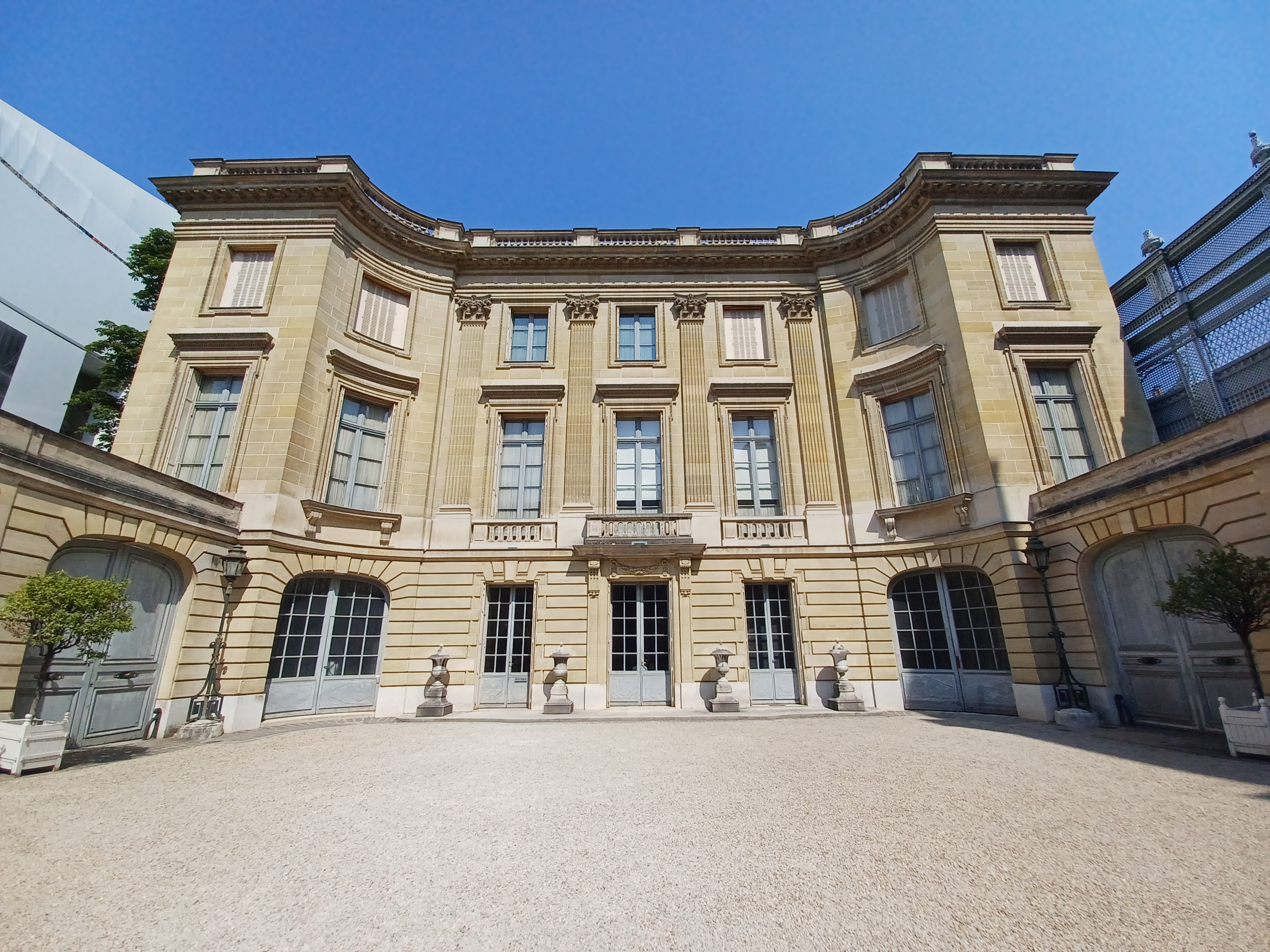
尼辛德·卡蒙多博物館

- Musée Nissim de Camondo （页面存档备份，存于） （法文） （detailed）
- Musée Nissim de Camondo （页面存档备份，存于） （英文） （overview）

48°52′44″N 2°18′46″E / 48.87889°N 2.31278°E